# Ceropegia keniensis
Ceropegia keniensis är en oleanderväxtart som beskrevs av P. S. Masinde. Ceropegia keniensis ingår i släktet Ceropegia och familjen oleanderväxter. Inga underarter finns listade i Catalogue of Life.